# Port Edwards
Port Edwards è un villaggio degli Stati Uniti d'America, situato in Wisconsin, nella contea di Wood.